# Smokin' Aces
Smokin' Aces è un film del 2006 scritto e diretto da Joe Carnahan.

## Trama
Buddy "Aces" Israel è un famoso intrattenitore e illusionista che si esibisce sui palcoscenici della viziosa Las Vegas, incurante del legame che vi è tra gioco d'azzardo e criminalità. Buddy, uomo debole in completa balia delle droghe, sta affrontando un momento difficile: tra due giorni sarà inserito in un programma di protezione testimoni dopo essere stato costretto dall'F.B.I. a deporre contro i suoi vecchi amici malavitosi, tra cui il boss Primo Sparazza. Saranno 48 ore lunghissime in cui potrà succedere di tutto, soprattutto dopo che la malavita ha messo una taglia di 1 milione di dollari sopra la testa di Buddy, che vive segregato in una stanza di un hotel. Inizia così una "guerra" contro il tempo tra sette assassini e l'F.B.I., che culminerà in una sanguinosa resa dei conti all'hotel e casinò Nomad (nome fittizio dell'Hotel Horizon) sul Lago Tahoe, in Nevada.
L'FBI deve guardarsi in particolare da un killer ignoto, conosciuto col soprannome di "Svedese"; questi è stato ingaggiato direttamente da Sparazza con l'ordine di portargli il cuore di Buddy; gli agenti Donald Carruthers e Richard Messner sono mandati a portare via Buddy; tuttavia il vice-direttore Locke, il loro superiore che comanda le indagini contro Sparazza, qualche ora dopo scopre qualcosa da un dossier e decide di rimangiarsi il patto con Buddy, ordinando di non informare i due.
Dopo aver tentato di tenere Buddy in vita e cercato i vari killer (che intanto si stanno ammazzando anche fra di loro), Carruthers e Messner si separano prima che la situazione esploda; Carruthers viene colpito gravemente da uno dei tanti sicari che partecipano alla sparatoria nel piano dove c'è la stanza di Buddy; Messner, tornato di corsa all'hotel, ne esce invece quasi indenne, ma riceve una brutta sorpresa; Locke ha ritirato il patto con Buddy, e quest'ultimo è stato colpito ed è in condizione gravissime; furioso, Messner pretende spiegazioni e Locke alla fine parla. La taglia che Primo Sparazza ha messo sulla testa di Buddy non era per la sua vita, ma per il suo cuore! Buddy è il figlio illegittimo del boss, che ha urgente bisogno di un trapianto.
Ma la storia è ancora più complessa; Locke ha scoperto che Sparazza da giovane era l'agente Freeman Heller dell'FBI; si infiltrò nella mafia con l'identità di Primo Sparazza, ma col tempo si è talmente perso nel ruolo da essere un mafioso a tutti gli effetti; si pensava che la mafia avesse tentato di ucciderlo, invece fu il Bureau stesso a mandare un agente; però Heller sopravvisse, cambiò aspetto, e non potendo tornare alla vita di prima decise di restare nella mafia. Ora che sa tutto, Locke vuole le informazioni nella sua testa e sceglie di sacrificare Buddy per tenersi il boss. Tra l'altro, il famoso "Svedese" è in realtà un rinomato chirurgo specializzato in trapianti cardiaci, e Locke lo autorizza a espiantare il cuore di Buddy per trapiantarlo su Sparazza, già ricoverato e vicino alla morte.
Messner, amareggiato e disilluso per tutti i morti inutili e il doppio gioco del suo capo, si blocca dentro la stanza dove padre e figlio sono ricoverati e stacca il supporto vitale ad entrambi, incurante delle minacce e suppliche di Locke e del chirurgo.

## Colonna sonora
1. First Warning - The Prodigy
2. Big White Cloud - John Cale
3. Ace of Spades - Motörhead
4. Down on the Street - The Stooges
5. Play Your Cards Right - Common feat. Bilal
6. Trespassing - Skull Snaps
7. Segura O Sambura - Nilton Castro
8. Touch Me Again - Bernard "Pretty" Purdie
9. Under the Streetlamp - Joe Bataan
10. I Gotcha Back' - GZA/Genius
11. I Love You - The Bees
12. Morte di un soldato - Ennio Morricone
13. Save Yourself - The Make Up
14. Like Light to the Flies - Trivium
15. FBI - Clint Mansell
16. Shell Shock - Clint Mansell
17. Dead Reckoning - Clint Mansell
18. Spottieottiedopaliscious - OutKast

## Sequel
Il 21 aprile 2010 è uscito direttamente in DVD e Blu-ray il sequel del film, intitolato Smokin' Aces 2: Assassins' Ball. Joe Carnahan lascia la regia a P.J. Pesce, partecipando alla produzione del film nelle vesti di produttore esecutivo. Nato come prodotto televisivo, il cast originale è totalmente rinnovato (a parte due attori chiave) in cui figurano Tommy Flanagan, Vinnie Jones, Tom Berenger, Ernie Hudson e Autumn Reeser.